# Laterohiatus
Laterohiatus es un género de foraminífero bentónico de la subfamilia Ellipsoidininae, de la familia Ellipsoidinidae, de la superfamilia Pleurostomelloidea, del suborden Buliminina y del orden Buliminida. Su especie tipo es Nodosarella acus. Su rango cronoestratigráfico abarca desde el Plioceno hasta el Calabriense (Pleistoceno medio).

## Discusión
Clasificaciones previas hubiesen incluido Laterohiatus en la subfamilia Pleurostomellinae de la familia Pleurostomellidae, y en el suborden Rotaliina del orden Rotaliida.

## Clasificación
Laterohiatus incluye a las siguientes especies:
- Laterohiatus acus †
- Laterohiatus texanus †